# تلال سان دييغو
تلال سان دييغو أو حديقة تلال سان دييجو التذكارية ومنازل الجنائز هي مقبرة خاصة في إندونيسيا مملوكة لـ مجموعة ليبو. تم إنشاء تلال سان دييغو في يناير 2007، وهي أول مقبرة في إندونيسيا تجمع بين مفهوم المقبرة الأنيقة في حديقة الغابات مع الثقافات الإندونيسية. أصبحت المقبرة نوعًا من الرمزية بين أعضاء المجتمع الإندونيسي الغني.

## التاريخ
بدأ تطوير تلال سان دييغو بالصدفة. حيث كانت الأراضي في كراوانغ جاوة الغربية والمملوكة لشركة ليبو على مدار العشرين عامًا السابقة، والتي كانت تهدف في الأصل إلى تطويرها كمناطق صناعية. تغيرت هذه الخطط في حوالي عام 2001 عندما نقل مختار ريادي مؤسس مجموعة ليبو قبر والديه من مالانج جاوة الشرقية إلى كاروانج، التي أصبحت موقع تلال سان دييغو. كان نقل المقبرة بسبب صعوبة الوصول إلى المقبرة، بالإضافة إلى بيئتها غير الجيدة، والتي تتكون من أشخاص صاخبين ومتسولين. كان مطلوب منطقة أكثر عزلة. بسبب النقل الناجح قرر ريادي بناء مقبرة أكثر شمولاً وراحة ومجهزة تجهيزاً جيداً. وقد أفاد ذلك الحكومة التي كانت تواجه نقصًا في دفن الأراضي في منطقة جابوديتابيك، لأن تلال سان دييغو تبلغ مساحتها 500 فدان. لبناء تلال سان دييجو استدعت مجموعة ليبو مستشارًا من مقابر الغابات في الولايات المتحدة. كما قامت تلال سان دييجو بتكييف «مفهوم حديقة الغابات» لتطوير المقابر الأنيقة حيث يسعد الزوار بزيارة القبور.
في يونيو 2010 تلقت المقبرة تغطية صحفية جيدة. أفادت بلومبرغ بيزنس عن منشآتها الرياضية، بما في ذلك مضمار الجري، ومطعمها الإيطالي لا كولينا، ونسخة صغيرة من المسجد الأزرق في إسطنبول وبحيرة ملائكة من صنع الإنسان تبلغ مساحتها ثمانية هكتارات، وهي مفتوحة للزوار على الزوارق. أشار المقال أيضًا إلى أن المنشأة تستضيف أيضًا حفلات زفاف وهبوط مروحية مخصص مما سمح للأندونيسيين الأغنياء بتجاوز الاختناقات المرورية في جاكرتا.